# Šišapangma
Šišapangma ali Šišasbangma, imenovana tudi Gosainthān, je 14. najvišja gora na svetu z 8027 metri nadmorske višine. V celoti je znotraj Tibeta. Leta 1964 je postala zadnji osemtisočak, na katerega se je povzpel človek.

## Ime
Geolog Toni Hagen je razložil, da ime pomeni 'travnata ravnina' ali 'travnik' (pangma) nad 'glavnikom' ali 'razponom' (shisha ali chisa) v lokalnem tibetanskem jeziku, kar pomeni »greben nad travnatimi ravninami«.
Po drugi strani pa tibetolog Guntram Hazod zapisuje lokalno zgodbo, ki ime gore pojasnjuje z dobesednim pomenom v standardnem tibetanskem jeziku: šiša, kar pomeni »meso živali, ki je umrla zaradi naravnih vzrokov«, in sbangma, kar pomeni »sladna usedlina, ki ostane pri varjenju piva«. Po zgodbi naj bi eno leto močno sneženje pobilo večino živali na paši. Vse, kar so prebivalci gore morali jesti, je bilo meso mrtvih živali in sladne usedline, ki so ostale pri varjenju piva, zato so goro poimenovali Šiša Pangma (shisha sbangma), kar pomeni »meso mrtvih živali in sladne usedline«.
Sanskrtsko ime gore, Gosainthan, pomeni »kraj svetnika« ali »Božje prebivališče«. Ime je v uporabi v poljudni literaturi. Na primer, v stripu Tintin v Tibetu je izmišljeno letalo Air India strmoglavilo v Gosainthanu. Tintin, kapitan Haddock in ekipa šerp so odpotovali v Gosainthan v iskanju Chang Chong-Chena.

## Geografija
Šišapangma je v južnem osrednjem Tibetu, pet kilometrov od meje z Nepalom. Skupaj z Nanga Parbatom je edini osemtisočak v celoti znotraj kitajskega oziroma pakistanskega ozemlja. Je tudi najvišji vrh v Džugal Himalu, ki se ujema z Langtang Himalom in se pogosto šteje za njegov del. Džugal/Langtang Himal prečka mejo med Tibetom in Nepalom. Ker je Šišapangma na suhi severni strani himalajskega grebena in dlje od nižjega terena Nepala, ima manj dramatičen navpični relief kot večina večjih himalajskih vrhov.
Šišapangma ima tudi pomožni vrh, višji od 8000 m, Centralni vrh, na 8008 m.

## Vzponi in poskusi
Nekateri vzponi na Šišapangmo niso dobro preverjeni ali pa so še vedno sporni, saj so plezalci morda dosegli le nekoliko nižji osrednji (ali zahodni) vrh na 8013 m, kar je še vedno skoraj dve uri nevarnega plezanja po grebenu od 14 metrov višji pravi vrh na 8027 m. Spoštovana himalajska kronistka in rekorderka Elizabeth Hawley je slavno prepričala Eda Viestursa (med drugim), da se ponovno povzpne na pravi glavni vrh Šišapangme v njegovem prizadevanju, da bi se povzpel na vseh 14 osemtisočakov, saj ni sprejela osrednjega (ali zahodnega) vzpona na vrh kot polni vzpon na Šišapangmo za njeno Himalajsko bazo podatkov.
Enaintrideset ljudi je umrlo med plezanjem na Šišapangmo, vključno z Američanoma Alexom Lowejem in Daveom Bridgesom leta 1999, veteranom portugalskim plezalcem Brunom Carvalhom in znanim bolgarskim plezalcem Boyanom Petrovom, ki je izginil 3. maja 2018. Kljub temu Šišapangma velja za enega izmed osmih najlažjih osemtisočakov za plezanje. Najpogostejši vzpon po severni poti prečka severozahodno steno in severovzhodni greben ter steno in ima razmeroma lahek dostop, pri čemer je možno potovanje z vozilom do baznega tabora na 5000 m. Poti po strmejši jugozahodni steni so tehnično bolj zahtevne in vključujejo 2200 metrov vzpona po 50-stopinjskem pobočju.

### Prvi vzpon
Kitajska ekspedicija, ki jo je vodil Xǔ Jìng, se je 2. maja 1964 prvič povzpela na Šišapangmo po Severni poti. Poleg Xǔ Jìnga so ekipo za vrh sestavljali Zhāng Jùnyán (张俊岩), Wang Fuzhou, Wū Zōngyuè (邬宗岳), Chén Sān (陈三), Soinam Dorjê (索南多吉), Chéng Tiānliàng (成天亮), Mi gmar Zhaxi (米马扎西), Dorjê (多吉) in Yún Dēng (云登).

### Kasnejši vzponi in poskusi
- 1980 7. maj, "Severna smer", (drugi vzpon) Michaela Dacherja, Wolfganga Schafferta, Gunterja Sturma, Fritza Zintla, Sigija Hupfauerja in Manfreda Sturma (12. maj); kot del nemške odprave.[15]
- 1980: 13. oktober, "Severna pot", (3. vzpon) Ewalda Putza in Egona Obojesa, kot del avstrijske odprave.
- 1981: 30. april, "Severna pot", (4. vzpon) Junko Tabei, Rinzin Phinzo in Gyalbu Jiabu, kot del japonske ženske odprave.
- 1981: 28. maj, "Severna smer", (5. vzpon) Reinholda Messnerja in Friedla Mutschlechnerja, kot del avstrijske odprave.
- 1982: 28. maj, "Britanska pot", jugozahodna stena, znana tudi kot "desni kuloar" (alpski slog), FA Douga Scotta, Alexa Macintyra in Rogerja Baxter-Jonesa (vsi Združeno kraljestvo). Ta pot sledi desnemu kuloarju na jugozahodni steni.
- 1987: 18. september[16][17] Elsa Ávila in Carlos Carsolio postaneta prva Mehičana, ki sta se povzpela na vrh Šišapangme. To je bil prvi osemtisočak za Ávilo in drugi Carsolio, preko severne stene/grebena do osrednjega vrha, nato vzdolž arete do glavnega vrha, z Wando Rutkiewicz, Ramirom Navarretejem in Ryszardom Wareckim.
- 1987: 18. september, zahodni greben, FA Jerzyja Kukuczke in Arturja Hajzerja (oba Poljaka). Nova pot po grebenu proti zahodu, po zahodnem vrhu (prvi vstop) in nadaljevanje po srednjem vrhu na glavni vrh. Kukuczka je odsmučal od blizu vrha. To je bil zadnji od njegovih štirinajstih osemtisočakov.
- 1987: 19. september, osrednji kuloar, severna stena, FA Alan Hinkes (UK) in Steve Untch (ZDA).
- 1989: 19. oktober, osrednja stena, jugozahodna stena, FA Andreja Štremflja in Pavleta Kozjeka.
- 1990: Levi kuloar, jugozahodna stena (ne doseže glavnega vrha), Wojciech Kurtyka (Poljska), FA Erharda Loretana (Švica) in Jeana Troilleta (Švica)
- 1993: Skrajni desni kuloar, jugozahodna stena, FA solo Krzysztofa Wielickega (Poljska)
- 1993: 22. maj, Marcos Couch in Nicolás De la Cruz (argentinska odprava)
- 1994: Levi kuloar, jugozahodna stena (ne doseže glavnega vrha), Erik Decamp (Francija), Catherine Destivelle (Francija)
- 1996: 9. oktobra je Anatolij Boukreev opravil solo vzpon.[18]
- 1999: 28. september, Edmond Joyeusaz (Italija), prvi smučarski spust z osrednjega vrha.
- 2002: 5. maj, "Korejska pot" na jugozahodni steni, FA Park-jun Hun in Kang-yeon Ryoung (oba Južnokorejca)
- 2002 26. oktober: Tomaž Humar (Slovenija), Maxut Žumajev, Denis Urubko, Aleksej Raspopov in Vasilij Pivcov so se povzpeli na vrh. Humar je preplezal zadnjih 200 m (80°/50–60°, 200 m) vzpona in spusta (65–75°, 700 m)
- 2004: 11. december, Jean-Christophe Lafaille (Francija) je sprožil polemiko, ko je preplezal 'Britansko smer' po jugozahodni steni, solo, in zahteval zimski vzpon. Ker to ni bila koledarska zima, je svojo trditev spremenil v vzpon »v zimskih razmerah«.
- 2005: 14. januar, prvi (koledarski) zimski vzpon Piotra Morawskega (Poljska) in Simone Moro (Italija).[19]
- 2011: 16.–17. april, Ueli Steck (Švica) je sam preplezal jugozahodno steno v 10,5 urah, zapustil bazni tabor (5306 m) ob 22:30 16. aprila in se vrnil v bazni tabor 20 ur kasneje.
- 2014: 24. september je Sebastian Haag skupaj z italijanskim alpinistom Andreo Zambaldijem umrl v snežnem plazu. Haag je bil star 36 let.
- 2018: 3. maj je izginil bolgarski plezalec Boyan Petrov, potem ko so ga nazadnje videli v taboru 3 (~7400 m). Nadaljnje dvotedensko iskanje je našlo le nekaj osebnih predmetov in zdravil.[20]
- 2019: 29. oktober se je Nirmal Purja (Nepal) povzpel na vrh Šišapangme šest mesecev in šest dni po vzponu na svoj prvi osemtisočak v okviru svojega projekta Možno, da se v sedmih mesecih povzpne na vseh 14 osemtisočakov.[21]